# Karel Benetka
Karel Benetka (* 6. září 1938 Praha) je grafik a malíř, autor kresleného humoru a ilustrátor.
Benetka publikuje kreslený humor již od roku 1968, zejména v časopisech (MY, Květy, Vlasta, Interpress, Ahoj, Křížem krážem, Svět ženy aj). Známý je také svoji tvorbou pro děti – omalovánky, básničky a kresby zvláště pro časopis Klokánek a Pastelka.
Absolvoval SOŠV Hollarova v Praze a poté Soukromá studia malířství a sochařství (Vraštil; Nedvěd; Koukolský; Pangrác). Pravidelně podporuje svými obrazy konto Bariéry.

## Ilustrace
Ilustroval řadu učebnic pro základní i střední školy např.:
- Hoffmannová, Hoffmann: Český jazyk (6. – 9. ročník)
- Milan Valenta: Občanská výchova (6. – 9. ročník)
- F.Jáchym a J. Tesař: Fyzika (6. – 9. ročník)
- V. Martinková: Malá čítanka (6. – 8. ročník)
- J. Pokorná; Milena Vránová: Přehled české výslovnosti